# 比利亚希耶尔沃斯
比利亚希耶尔沃斯，是西班牙卡斯蒂利亚-莱昂索里亚省的一个市镇。总面积81平方公里，总人口91人（2001年），人口密度1人/平方公里。